# Cyclophora nigrosparsaria
Cyclophora nigrosparsaria là một loài bướm đêm trong họ Geometridae.